# Взлётная (платформа)
Взлётная — остановочный пункт Павелецкого направления МЖД в черте городского округа Домодедово Московской области.
Построена в 1950—1960-е годы в связи с тем, что посёлок Востряково разрастался, и соседний остановочный пункт, Востряково, стал не справляться с возросшим пассажиропотоком.
С платформы есть выходы на улицы Вокзальная (ведёт на Авиационную и в Аэропорт Домодедово), Луговая (ведёт от ж/д к Винзаводу, где в 1950—1960-е годы была школа), Железнодорожная, Рощинская, др.
Название платформы связывается с находящимся поблизости аэропортом Домодедово — взлетающие из него самолёты набирают высоту над окрестностями платформы.
При постройке платформа получила название 808 км (расстояние до станции Саратов I). В конце 1960-х годов платформу переименовали.